# نيكولاس جيانيلا
نيكولاس جيانيلا (بالإسبانية: Nicolás Gianella)‏ مواليد 14 فبراير 1978 في لابلاتا، هو لاعب كرة سلة أرجنتيني. بدأ مسيرته الاحترافية في سنة 1997. يبلغ طوله 6 قدم 3 بوصة (1.9 م).

## المسيرة الاحترافية
لعب مع إستوديانتس دي أولافاريا من سنة 1997 إلى 2000، ثم لعب مع فيولا ريدجو كالابريا في الدوري الإيطالي في موسم 2000-2001، ثم لعب مع جيمناسيا لابلاتا في الدوري الأرجنتيني في موسم 2001-2002، ثم لعب مع ليون في الدوري الإسباني في سنة 2002، ثم لعب مع سكافاتي باسكت في موسم 2002-2003، ثم لعب مع بلاسينثيا في موسم 2003-2004، ثم لعب مع لاردة في موسم 2004-2005، ثم لعب مع غرناطة من سنة 2005 إلى 2011، ثم لعب مع بالاكانسترو كانتو في الدوري الإيطالي في موسم 2011-2012.

## الإنجازات
- دوري كرة السلة الوطني الأرجنتيني: 1
  - 2000

## روابط خارجية
- نيكولاس جيانيلا على موقع الاتحاد الدولي لكرة السلة (الإنجليزية)
- نيكولاس جيانيلا على موقع الدوري الأوروبي لكرة السلة (الإنجليزية)
- نيكولاس جيانيلا على موقع الدوري الإسباني لكرة السلة (الإسبانية)
- نيكولاس جيانيلا على موقع كرة السلة الأوروبية.كوم (الإنجليزية)
- نيكولاس جيانيلا على موقع ريلجم (الإنجليزية)
- نيكولاس جيانيلا على موقع بروبوليرز (الإنجليزية)
- نيكولاس جيانيلا على موقع سبورتس رفرنس (الإنجليزية)